# هجوم العريش (مايو 2015)
هجوم حافلة العريش، هو هجوم مسلح من قبل إرهابيين استهدف حافلة «ميكروباص» يقل وكلاء للنائب العام بمدينة العريش بمحافظة شمال سيناء في 16 مايو 2015. أسفر الهجوم عن مقتل 3 وكلاء للنائب العام وسائق الحافلة.